# Akšibaj
L'Akšibaj (in russo Акшибай?) è un fiume della Russia europea meridionale affluente di sinistra del Kara-Sal (bacino del Don). Scorre nel Zavetinskij rajon dell'oblast' di Rostov, e nel Sarpinskij rajon della Calmucchia). 
Il fiume scorre prevalentemente in direzione occidentale. Sfocia nel Kara-Sal a 16 km dalla foce, presso l'insediamento di Šebalin. Ha una lunghezza di 103 km; l'area del suo bacino è di 1 330 km². 